# 拜仁慕尼黑篮球俱乐部
拜仁慕尼黑篮球部（德語：Basketballabteilung des FC Bayern München）是来自德国巴伐利亚州首府慕尼黑的一个体育俱乐部，成立于1946年。在组建的前十年，男队能够赢得多项国家性质的成就，其中包括1954年、1955年的德国冠军和1968年的德国篮协杯冠军。然而，男队此后便长期混迹于低级别联赛。自2011-12赛季起，他们得以重返篮球联邦联赛（BBL）作赛。在距上一次夺冠59年后，男队才于2014年夺得队史第三个德国冠军。此外，篮球部还设有对应不同年龄段的多支青少年梯队，包括参加青年篮球联邦联赛（NBBL）的U-19梯队和参加少年篮球联邦联赛（JBBL）的U-16梯队。
至2014年10月1日，篮球部被剥离出来并成立“拜仁慕尼黑篮球有限公司”，拜仁慕尼黑足球俱乐部是其唯一股东。该公司由总经理马尔科·佩希奇及福尔克·斯蒂克斯负责打理。

## 历史

### 初获成功（至1974年）
成立于1946年的拜仁慕尼黑篮球部尤其能在1950年代和1960年代的男子领域取得重大成就，并将本地的竞争对手、二战后的首个冠军得主MTSV施瓦宾远远的抛在了身后。这些成就包括赢得1954年和1955年的德国篮球冠军，以及十年后于1968年的德国篮协杯冠军。然而，球队逐渐被同城对手USC慕尼黑赶上并超越，后者曾参加顶级联赛至1977年以及参加次级联赛至1988年。拜仁篮球队终于在1974年从篮球联邦联赛（BBL）降级。

### 顶级及第三级联赛之间（1974－2006年）
在双轨制的第二篮球联邦联赛于1975年成立后，拜仁最初还未曾从南区脱颖而出。直至拜仁历史上的首个篮球明星克劳斯·舒尔茨（Klaus Schulz）在接受俱乐部主席威利·O·霍夫曼之托，出任当时深陷第三级别联赛的篮球部门主管后，才将球队带回顶级联赛。
1982年，球队升入次级联赛，并在五年后重返国家最高级别的BBL。拜仁俱乐部主席弗里茨·舍雷尔和总经理乌利·赫内斯停止了对篮球项目的注资，使得球队在财政和竞技条件都不再具有竞争力。在第二个赛季，即1989年，球队便于再次降入次级联赛。至1993年，他们又离开次级联赛，进一步跌落至地区联赛。在1995-96赛季，拜仁又重返次级联赛，但仅维持了一年，而在1999-00赛季和2004-05赛季又重复了这样的循环。然而，作为球队最稳定参加的级别（已度过11个赛季），第二篮球联邦联赛于2007年被新成立的ProA和ProB两档联赛所取代。自2005年降级后，球队在东南地区联赛以仅输一场的成绩占据积分榜首，却由于缺乏母俱乐部的支持而未能实现升级。

### 重返联邦联赛之路（2006－2011年）
男子U-19梯队自2006-07赛季起已能够再次参加代表国家最高级别、新成立的青年篮球联邦联赛（NBBL），并在随后一个赛季能够进入争夺青年冠军的季后赛。而成年队在2007-08赛季则再度锁定地区联赛的头把交椅，得以从这个自ProB设立后已沦为第四级联赛的赛事中脱颖而出。同时由于承接了杜塞尔多夫魔术的参赛牌照，球队得以在2008-09赛季于第二级别的ProA开始作赛，从而跃升了一个级别。在2010年春季的一项俱乐部内部调查报告中显示，约75%的参与会员都赞成资助篮球部变强，并且一线队应当重返BBL。为了实现这些目标，球队于2010-11赛季签入了迪尔克·鲍尔曼，由这位联邦主教练兼任俱乐部职业队的主教练。随着队伍全面更新，尤其是引入了国手斯特芬·哈曼和德蒙·格雷内进行补强，他们在2011年3月便已提前七轮锁定升入篮球联邦联赛（BBL）。

### 站稳联邦联赛、欧洲及第三冠（自2011年）

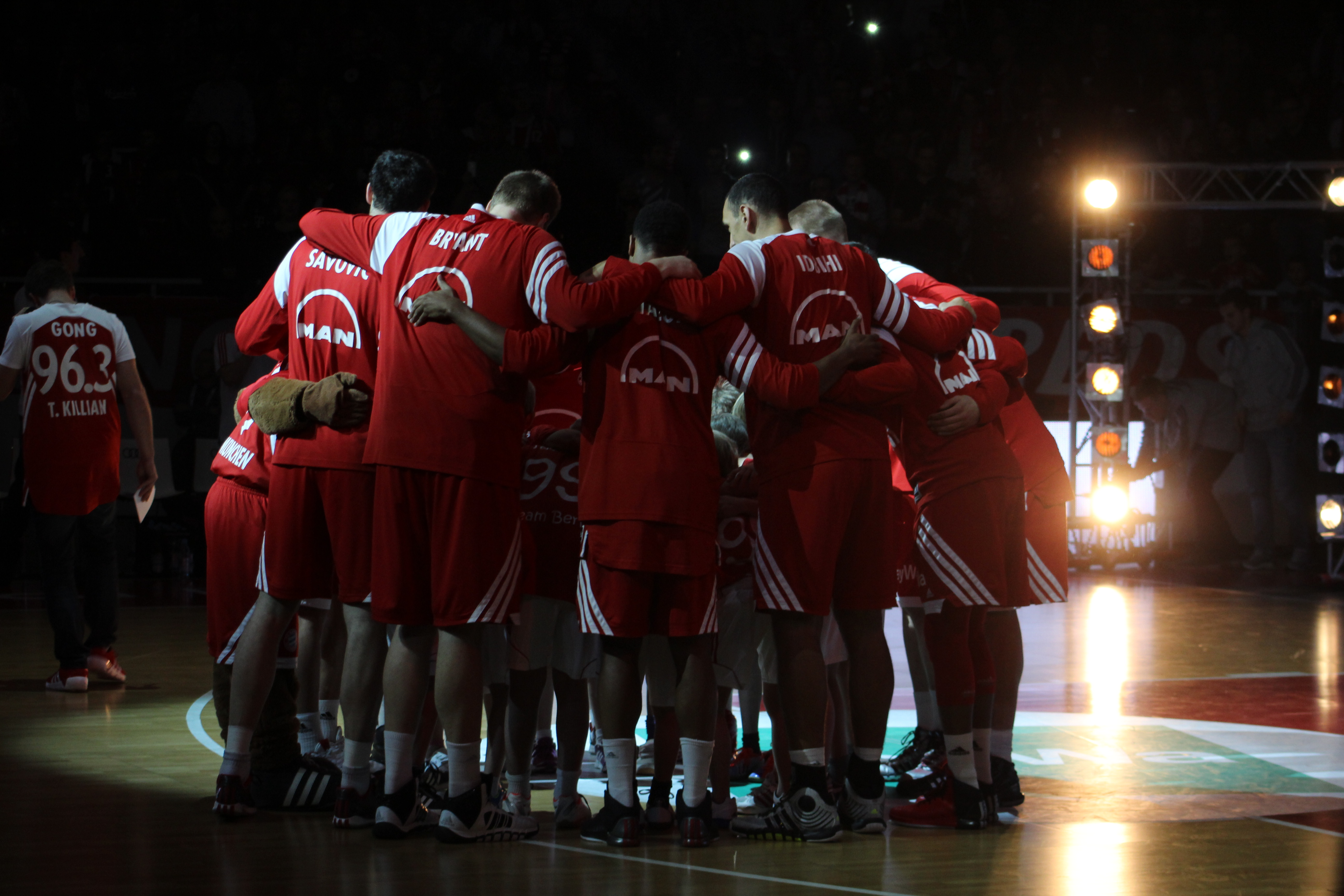
2013-14赛季，拜仁队员在对阵不伦瑞克的BBL常规赛前打气

在自1989年以来参加的首个联邦联赛中，拜仁慕尼黑以积分榜第五名完赛，并获得季后赛资格，但在四分之一决赛遭阿特兰飞龙淘汰。由于获得了由欧洲篮球联赛联盟（ULEB）发放的外卡，拜仁球员还参加了2011-12赛季的篮球欧洲杯。新赛季开启后不久，俱乐部便与主教练鲍尔曼分道扬镳，他的继任者最初是前助理教练扬尼斯·克里斯托普洛斯，直至斯韦蒂斯拉夫·佩希奇于11月27日上任。在佩希奇治下，球队成为了2013年的联赛杯四强，却仍在半决赛被其后的冠军欧绿保柏林所击败。在2012-13赛季的BBL常规赛中，拜仁排名第四，使得他们在季后赛四分之一决赛再度遭遇欧绿保柏林。这一次，佩希奇的球队能够以3比0的总比分横扫首都球队。至半决赛，拜仁慕尼黑与卫冕冠军班贝格博泽进行激烈对决，最终以总比分2比3惜败。
对于2013-14赛季，俱乐部再次获得ULEB发放的外卡，有权利参加欧洲俱乐部的最高级别赛事——歐洲籃球聯賽。经过在淘汰赛相继击败绿山城、锡耶纳、马拉加和加拉塔萨雷之后，拜仁篮球队历史上首次入围这项赛事的十六强。凭借总共5场胜利——其中包括体面的在主场以85:83击败上届亚军及当届后来的冠军得主皇家马德里，球队尽管仅列分组第六遭到淘汰，却创造了德国篮球俱乐部在这项赛事中新的胜场纪录。与上季一样，拜仁慕尼黑进入了联赛杯四强，并在负于乌尔姆通益制药后再度止步半决赛。在2013-14赛季的BBL常规赛，佩希奇的球队则位居第一，得以再度进入季后赛。经过四分之一决赛战胜路德维希堡MHP旅游和半决赛战胜奥尔登堡EWE后，他们在总决赛再次遭遇欧绿保柏林。面对杯赛卫冕冠军，拜仁篮球队能够在五局三胜制的总决赛征程中于第四场后便达成，从而庆祝时隔59年后再夺德国总冠军，以及俱乐部历史上的第三个总冠军。

## 荣誉
- 德国篮球冠军（德语：Deutscher Meister (Basketball)）：1954年、1955年、2014年
- 德国篮协杯（德语：Deutscher Pokalsieger (Basketball)）冠军：1968年

## 人员

### 退役号码
| 拜仁慕尼黑退役号码 |      |             |      |           |
| #                  | 国籍 | 姓名        | 位置 | 效力时期  |
| 6                  | 德国 | 斯特芬·哈曼 | PG   | 2010–2014 |
| 24                 | 德国 | 德蒙·格雷内 | SG   | 2010–2014 |

### 现役球员名单
注释：国旗表示球员在FIBA认证赛事中的国家队资格。球员可能拥有其它非FIBA国籍。

### 板凳深度
| 位置 | 首发阵容              | 第一替补        | 第二替补            | 第三替补        |
| ---- | --------------------- | --------------- | ------------------- | --------------- |
| C    | 德温·布克             | 迈克·齐尔伯斯   |                     |                 |
| PF   | 马克西米利安·克勒贝尔 | 达尼洛·巴特尔   | 德扬·科瓦切维奇     |                 |
| SF   | 弗拉迪米尔·卢西奇     | 尼哈德·傑多維奇 | 阿列克斯·金         | 马文·奥古恩希佩 |
| SG   | 雷吉·雷丁             | 布莱斯·泰勒     | 卡里姆·贾洛         |                 |
| PG   | 安东·加韦尔           | 尼克·约翰森     | 格奥尔格·拜尔施拉格 | 内尔松·魏德曼   |

## 主场

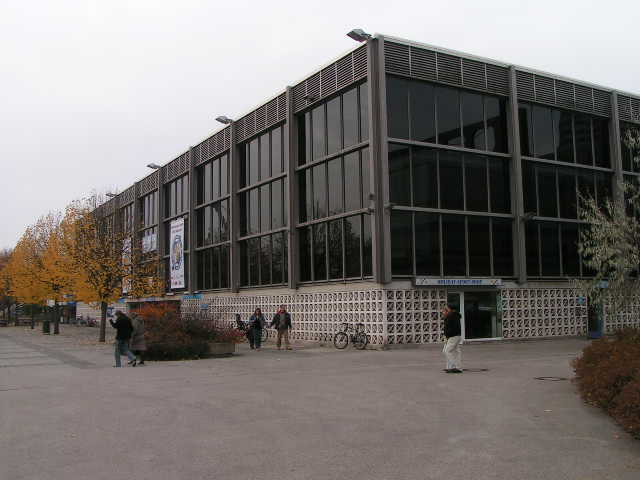
奥林匹克冰上体育馆，2010-11赛季主场

### 奥林匹克冰上体育馆

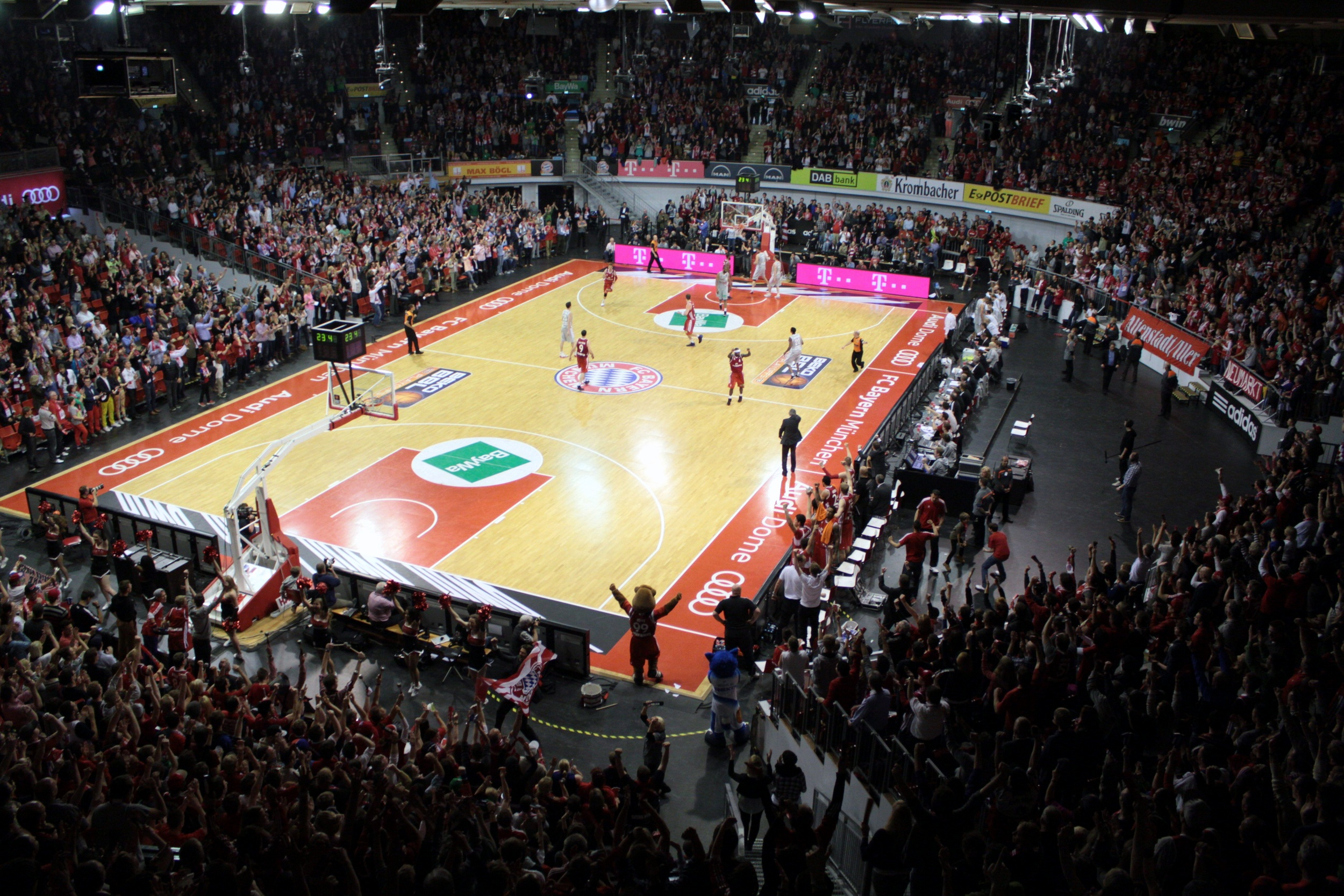
奥迪圆顶，自2011-12赛季以来的主场

拜仁慕尼黑篮球部在2010年以前都将他们的主场比赛设于俱乐部处所附近的市立塞贝纳街体育馆（Städtischen Sporthalle an der Säbener Straße）举行。在男队升入ProA联赛后，该场馆的容量已不再符合第二联邦联赛协会的参赛牌照要求，因而必须寻找一个新的主场。在与慕尼黑市政府的谈判中，俱乐部最初要求搬迁至鲁迪·塞德迈尔体育馆，这是曾举办过1972年夏季奥运会篮球比赛的场馆。然而，这些计划由于必要的修葺和改造措施而无法立即实现。拜仁于是直接迁入了作为替代的奥林匹克冰上体育馆，这里也是冰球运动队EHC慕尼黑自2002年以来的主场。由于两队共用，体育设施不得不在各自的比赛日分别转换成一座约4000座席的篮球馆。这些成本大部分由俱乐部承担。而在2010-11赛季对阵维尔茨堡s.Oliver的顶尖比赛期间，慕尼黑奥林匹克公园有限公司还特准拜仁使用可容纳12500名观众的奥林匹克体育馆。

### 奥迪圆顶
随着球队于2011年进一步升入联邦联赛（BBL），场地问题被再度提上议事日程，这是因为预期在BBL的观众人数会增加。原本俱乐部青睐于长期使用的奥林匹克体育馆由于在周末比赛日还会定期举办其它活动而无法实现。于是他们与市政府就迁入鲁迪·塞德迈尔体育馆的事宜再度展开商讨。重启谈判的主题除了至少斥资150万欧元进行必要的重建外，还包括出售冠名权以使整个俱乐部获得重新融资。谈判成功后，俱乐部于2011年5月签署了相应的租赁合同，从而使鲁迪·塞德迈尔体育馆在完成改造工程后于2011年11月正式成为拜仁篮球队的新主场。同时随着汽车制造商奥迪于2011年7月购得冠名权，体育馆被改称为“奥迪圆顶”。